# هواپیمایی نسیم
شرکت هواپیمائی نسیم یک شرکت تازه تأسیس و اولین ایرلاین شهر اصفهان است و به زودی پروازهای خود را از فرودگاه بین‌المللی شهید بهشتی اصفهان شروع خواهد کرد. استاندار اصفهان در اردیبهشت سال نود و پنج و در افتتاحیه هشتمین نمایشگاه صنعت گردشگری، هُتلداری و صنایع وابسته در اصفهان خبر از راه اندازی دو خط هوایی با نام‌های ' نسیم بهشت ' و ' جی ' در اصفهان داده بود. رسول زرگر پور در مصاحبه با خبرگزاری‌ها گفته بود: «ایجاد ایرلاین اختصاصی که پایه آن در اصفهان مستقر باشد، کمک فراوانی به توسعه صنعت گردشگری اصفهان می‌کند و در کاهش تاخیرها و لغو پروازها بسیار مؤثر خواهد بود و کمبود پروازهای اصفهان به سایر نقاط کشور را رفع خواهد کرد».

## ناوگان
در شامگاه جمعه اول مرداد ماه نود و پنج یک فروند بوئینگ ۴۰۰−۷۳۷ با شماره سریال ۲۵۱۶۹ که پیش از این متعلق به کمپانی هواپیمایی سری ویجایا بوده‌است وارد فرودگاه بین‌المللی شهید بهشتی اصفهان شد. گفته می‌شود این هواپیما که اولین پرواز خود را در سال ۱۹۹۲ انجام داده‌است باوجود عمر نسبتاً بالا از شرایط نگهداری و سیکل ساعات پروازی مناسب برخوردار است. قرار است چهار فروند هواپیمای دیگر از این نوع وارد فرودگاه اصفهان شودو به ناوگان نسیم ایر بپیوندد. بنابر گفتهٔ استاندار اصفهان این شرکت تا نیمه نخست امسال فعالیت خود را در شهر اصفهان شروع خواهد کرد
در حال حاضر این شرکت سه هواپیمای بوئینگ ۴۰۰–۷۳۷ به ریجستر های EP-NSP و EP-NSM و EP-NSR در اختیار دارد. هم‌اکنون هواپیماهای این ایرلاین در اجاره شرکت هواپیمایی ایر وان و هواپیمایی آسمان می‌باشد

بوئینگ ۷۳۷ نسیم ایر سال ۱۳۹۵ فرودگاه اصفهان